# Deathlord
Deathlord est un jeu vidéo de rôle développé et publié par Electronic Arts en 1987 sur Apple II et Commodore 64. Le jeu se déroule dans un univers médiéval-fantastique inspiré du Japon médiéval dans lequel le joueur tente de réunir cinq artefacts et apprendre sept mots magiques afin de pouvoir se rendre en enfer pour affronter le seigneur de la mort. Avant de débuter une partie, le joueur doit en premier lieu créer un groupe de six personnages. Il peut d’abord attribuer à chacun d’eux une des seize professions et une des huit races disponibles dans le jeu. Il choisit ensuite le sexe et l’alignement de chaque personnage, mais ces caractéristiques n’ont que peu d’impact sur le déroulement du jeu. Plutôt que d’en créer de nouveaux, le joueur a également l’option d’importer des personnages depuis The Bard's Tale ou Ultima III. Une fois la partie lancée, le joueur déplace son groupe d’aventurier dans un monde constitué de 16 continents sur lesquels sont disséminés des villes, des tours, des donjons et des ruines. Chaque ville et donjon peut en plus être constitué de jusqu’à seize niveaux différents. Les combats du jeu se déroule au tour par tour sur des cartes tactiques similaires à celles d’Ultima IV,,.